# Franz Joseph Maximilian von Lobkowitz
Franz Joseph Maximilian von Lobkowitz (Roudnice nad Labem, 1772. december 7. – Třeboň, 1816. december 15.) osztrák vezérőrnagy, műkedvelők patrónusa.

## Életrajza
Franz Joseph Maximilian von Lobkowitz 1772. december 7-én született a csehországi Raudnitz an der Elbe-ben (ma: Roudnice nad Labem).
Családja, különösen apja is nagy zenebarát volt. Lobkowitz maga is játszott hegedűn, és gordonkán és énekes szólista is volt.
1792-ben megnősült, feleségül vette Maria Karolina von Schwarzenberg hercegnőt, házasságukból tizenkét gyermekük született.
Katonai pályára lépett, részt vett a Napóleon elleni háborúkban, ahol végül vezérőrnagyi rangig vitte.
Katonai eredményei mellett nagy mecénása volt a művészeteknek és az irodalomnak. Részt vett a bécsi Gesellschaft der Musikfreunde és más zenei intézmények alapításában, Ludwig van Beethovennel fokozatosan alakult ki szoros barátsága, akit 1796-tól közvetlen juttatásokkal is támogatott. 1804-ben raudnitzi kastélyában volt Beethoven „Eroica” című művének  premierje. Neki ajánlotta Joseph Haydn utolsó két, úgynevezett Lobkowitz-kvartettjét (op. 77 Hob. III:81–82, 1799).
Társ-alapítója volt a Zenebarátok Társaságának Bécsben és Csehországban a Zenekultúra Promotion Társaságnak és a bécsi Színház Unternehmungs Gesellschaft tagjaként ő is támogatta a polgári körök hozzáférését a zenéhez, az irodalomhoz és a művészetekhez. 
Franz Joseph Maximilian von Lobkowitz nagyvonalú mecénássága miatt életének utolsó éveiben pénzügyi nehézségekkel küzdött.
Třeboňban halt meg, 44 évesen, 1816. december 15-én.